# The Mountain Eagle
The Mountain Eagle è un film muto prodotto e diretto nel 1926 da Alfred Hitchcock. Viene considerato un film perduto. È l'unico film di Hitchcock, oltre all'incompiuto Number 13, di cui non sia rimasta neppure una copia, poiché ne esistono solo alcuni fotogrammi sparsi.

## Trama
In un villaggio del Kentucky una giovane insegnante, Beatrice, è infastidita dalle attenzioni troppo insistenti di Pettigrew, direttore di un negozio. Rifiutato, egli l'accusa di fronte alla popolazione di insidiare il proprio figlio Edward, un disabile che frequenta i corsi serali. Beatrice fugge in montagna. Trova la protezione di un eremita, Fear O' God, il quale, innamoratosi di lei, le propone di sposarlo e mettere così a tacere le insinuazioni. Celebra il matrimonio lo stesso Pettigrew che è anche giudice di pace. Per vendicarsi però accusa Fear O' God del rapimento e dell'uccisione di Edward, scomparso da casa. L'eremita è processato e condannato. Dopo un anno di prigione riesce a evadere e si nasconde sulle montagne. Sarà costretto a ritornare in paese per curare la malattia del piccolo figlio. Edward fortunatamente torna a casa e l'innocenza di Fear O' God è così dimostrata.

## Produzione

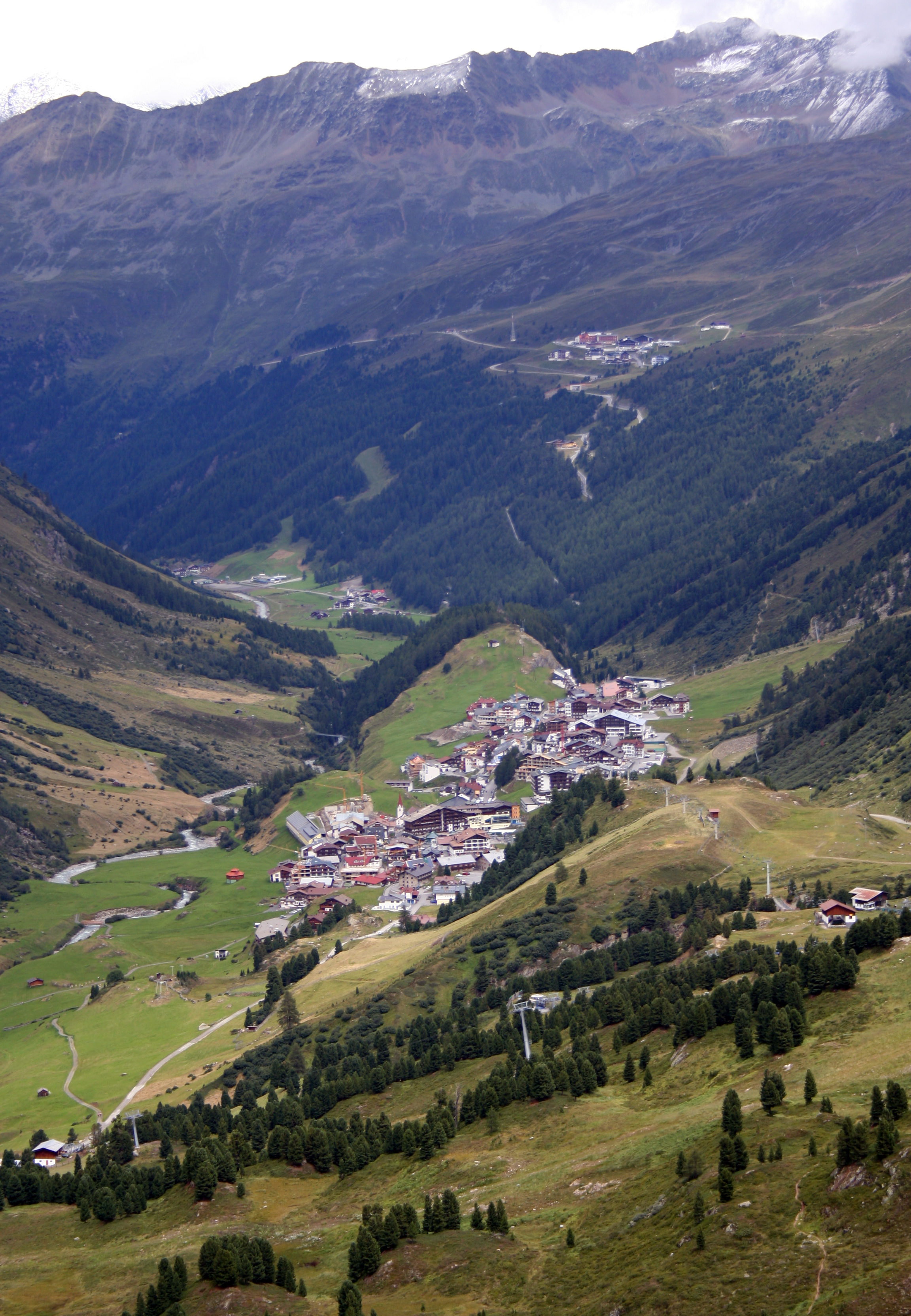
Obergurgl, frazione di Sölden, in Austria

È il secondo film di produzione anglo-tedesca affidato da Michael Balcon a Hitchcock per la Gainsborough-Emelka, subito dopo Il giardino del piacere.
Il soggetto era stato scritto da Charles Lapworth, un collaboratore di Balcon.
La prima si tenne Londra il 23 maggio 1927.
È l'unica opera completata di Hitchcock di cui non sia rimasta neppure una copia: solo alcuni fotogrammi, sei sono riportati nella prima edizione parigina (1966) del libro di Truffaut. L'originale era stato girato su pellicola al nitrato che non ha resistito all'usura. La trama è stata ricostruita dagli storici grazie ad alcune scritture ritrovate.
John Russell Taylor si dice convinto che "è difficile pensare che una copia prima o poi non salti fuori da qualche parte, magari archiviata con un altro titolo in una collezione privata o in qualche cineteca dell'Europa orientale."

## Ambientazione
Le riprese furono effettuate nell'autunno del 1925: gli interni negli studi Emelka di Monaco di Baviera e gli esterni in Tirolo, nel villaggio di Obergurgl, nell'Ötztal sulle Alpi Venoste.
John Russell Taylor racconta che avendo scelto come ambientazione il Tirolo per rappresentare il Kentucky, Hitchcock cercava i luoghi adatti e un giorno vide in una vetrina un dipinto che rappresentava proprio il tipo di villaggio che desiderava. I coproduttori tedeschi rintracciarono l'autore del quadro e individuarono la località ma non gli dissero che per raggiungerlo ci volevano due ore di treno, cinque ore di strada malagevole in automobile e, con condizioni meteorologiche avverse, l'ultimo tratto, dal villaggio di Zweizimmern a Obergurgl, si doveva fare a piedi.

## Accoglienza
"L'insuccesso commerciale e critico del film non stupì nessuno. Il suo autore dichiara spesso che la scomparsa delle copie di questa operetta è una delle cose più soddisfacenti che gli sia capitata nella sua lunga carriera."
Hitchcock stesso dichiarò a François Truffaut che lo riteneva "un brutto film" e altrove lo definisce "una fantasia grottesca e bavarese"